# Claude-Pascal Morel-Beaulieu
Claude-Pascal Morel-Beaulieu est un marin français, né le 8 avril 1765 à Honfleur (Calvados) et mort le 21 mars 1815 à Paris.

## Formation et premiers embarquements
Fils de Jean-Claude-François Morel-Beaulieu, maître de poste, et de Marie-Anne-François Fortin, Claude-Pascal Morel-Beaulieu commença à naviguer à l'âge de 13 ans sur des petits bâtiments de commerce le long des côtes normandes. 
Pendant la guerre d'indépendance américaine, en 1781, il embarqua comme novice sur la gabare l' Abondance, qui participa à deux campagnes aux Antilles, puis il passa sur la Boulonnaise et fut blessé d'un coup de feu au cours d'un engagement avec un cotre britannique. Il participa encore à une courte campagne sur l'Amphion avant la signature du traité de Paris, en 1783.
Il prit ensuite part à une expédition sur un navire de commerce sur les côtes d'Afrique, puis entra à l'École d'hydrographie d'Honfleur. Claude-Pascal Morel-Beaulieu était intelligent et énergique, c'était un homme d'honneur ayant une grande facilité de conception et de travail.

## Lieutenant de vaisseau
Il embarqua en 1792 et parvint bientôt au grade de lieutenant de vaisseau en pied dans la flotte qui croisait en Méditerranée. Le 13 juillet 1795, il était sur le Jemmapes et participa à un engagement dans le golfe de Fréjus contre une escadre britannique. En 1797 et 1798, le lieutenant Morel-Beaulieu passa sur le vaisseau le Formidable, puis fut nommé dans les ports de Brest et de Toulon.
Il prépara l'armement de l'expédition d'Égypte et fut nommé capitaine de frégate et adjudant de l'escadre légère de l'armée d'Orient. Il embarqua sur la Diane le 7 mai 1798, puis commanda la corvette la Badine, chargée d'observer les mouvements de la flotte britannique. Il livra plusieurs combats au cours de cette mission. Le 18 février 1800 la Badine faisait partie d'un convoi chargé de ravitailler Malte, lorsque celui-ci fut attaqué par trois vaisseaux britanniques et une frégate de premier rang. La Badine réussit à leur échapper.
De retour à Toulon, il fut chargé de l'armement de la frégate le Carrère, qui participa ensuite au blocus de Portoferraio, à l'île d'Elbe. Le 3 août 1801, le Carrère fut surpris par trois frégates britanniques et malgré une courageuse résistance, dut amener son pavillon. Blessé, Morel-Beaulieu fut conduit prisonnier à Mahón (Baléares). Il fut échangé quelques jours plus tard et regagna Toulon, où sa conduite fut approuvée malgré la perte de la frégate qu'il commandait.

## Capitaine de vaisseau
Il commanda ensuite la frégate la Poursuivante, armée à Flessingue (Pays-Bas), puis l'Aréthuse, sur laquelle il effectua une mission aux Antilles. En 1803, il fut promu au grade de capitaine de vaisseau et travailla comme aide de camp près du ministre Decrès. Il fut ensuite chargé d'une mission dans les ports de la Manche puis de Hollande, pour préparer la grande expédition contre le Royaume-Uni. Il multiplia en 1805 les visites dans les ports jusqu'à l'annulation de l'expédition contre le Royaume-Uni.
En 1807, il accompagna le duc Decrès à Milan dans le voyage de l'empereur en Italie. Il fut alors envoyé en Espagne, où cinq vaisseaux français étaient enfermés depuis deux ans dans la rade de Cadix. Il rencontra l'empereur, en mai 1808 à Bayonne, où il passa l'année suivante. Il se rendit en 1809 à Rochefort pour rendre compte de l'affaire au cours de laquelle des vaisseaux avaient été incendiés par une flottille de brûlots en rade de l'île d'Aix.
En 1810, Morel-Beaulieu fut nommé par le ministre de la Guerre, le duc de Feltre, président d'une commission chargée d'inspecter l'armement des forts et des batteries côtières, entre l'Escaut et la Seine. Il alla ensuite au cap de la Hougue pour diriger le sauvetage de la frégate l' Elisa. En 1811, il fut chargé de questions d'organisation à Toulon puis, en 1812, nommé chef militaire du port d'Anvers jusqu'à l'évacuation de ce port par les troupes françaises, en 1814.
Le 20 mars 1815, il était à Paris pour le retour de Napoléon, mais il décéda le lendemain.

## Sources
- Charles Bréard, Les marins honfleurais, Honfleur, 1884 ; réédition La Découvrance, La Rochelle, 2006  (ISBN 9782842653576)